# Лиллехай, Кларенс Уолтон
Кларенс Уолтон Лиллехай (23 октября 1918 — 5 июля 1999) — американский кардиохирург, один из основателей кардиохирургии, профессор.

## Биография
Кларенс Уолтон «Уолт» Лиллехай родился 23 октября 1918 года в Миннеаполисе, штат Миннесота, в семье Кларенса и Элизабет Лиллехай. После окончания школы в Миннеаполисе, поступил в Миннесотский университет, где в 1939 году получил степень бакалавра, и, продолжив обучение в 1942 году, получил звание доктора медицины. С 1942 года по 1945 год служил в армии США в Северной Африке и Италии. Вернувшись со службы, Лиллехай продолжил обучение в Миннесотском университете, где в 1951 году получил степень магистра по физиологии и степень доктора медицины по хирургии. В 1950 году в возрасте 31 года Лиллехаю была диагностирована злокачественная лимфосаркома околоушной слюнной железы. По данным прогноза пятилетняя выживаемость составила 5-10 %. Уолтон согласился на радикальную операцию расширенной резекции околоушной железы и прилегающих тканей с лимфодесекцией шеи и средостения, которую выполнили доктор Wangensteen и Varco. В последующем Лиллехай прошел курс лучевой терапии.
После болезни в 1951 году Уолт становится штатным инструктором хирургического отдела медицинской школы Миннесотского университета. В 1956 году Лиллехай становится профессором хирургии Миннесотского университета.
В 1961 году совместно с E. I. Kay разработал трёхлепестковый протез клапана сердца. С 1963 года принимал участие в разработках поворотно-дисковых конструкций протезов клапанов сердца, завершившихся созданием модели Lillehei—Kaster, в которой с 1970 года для создания запирающего элемента впервые стал использоваться пиролитический углерод. Такие протезы до настоящего времени хорошо функционируют у многих пациентов.
С 1967 по 1974 годы он являлся руководителем отдела грудной и сердечно-сосудистой хирургии Корнеллского медицинского центра в Нью-Йорке. В 1969 году провёл первые клинические испытания малогабаритного протеза клапна сердца, разработанного совместно с A. Nakib.
С 1974 года К. У. Лиллехай работает медицинским директором компании St. Jude Medical, ставшей одним из крупнейших производителей двустворчатых протезов клапанов сердца. С 1979 года он вернутся на должность профессора хирургии Миннесотского университета.
В 55 лет, вследствие развившейся катаракты после лучевой терапии, у К. У. Лиллехая ослабло зрение и он перестал оперировать, но продолжал активно преподавать. Он умер в возрасте 80 лет в городе Сен-Пол в штате Миннесота от рака простаты. У него осталась жена Кей Линберг Лиллехай, с которой прожил 52 года, два сына (один из которых нейрохирург, второй — детский хирург, третий сын погиб в 1997 году), две дочери, семь внуков и два правнука.

## Труды
2 сентября 1952 года Лиллехай был одним из свидетелей триумфа хирургии того времени, когда John Lewis впервые в мире ушил дефект межпредсердной перегородки в условиях глубокой гипотермии и циркуляторного ареста. Уходя из операционной, Уолтон сказал: «Есть лучший способ, чем гипотермия». 26 марта 1954 года Уолт Лиллехай впервые в мире выполнил коррекцию дефекта межжелудочковой перегородки в условиях перекрестного кровообращения 13-месячному пациенту Gregory Glidden, который умер на 11 сутки от пневмонии. Суть методики заключалась в соединении сосудов пациента и взрослого здорового человека, через которого осуществлялась оксигенация и циркуляция. Это единственная методика, в которой риск смерти был 200 %. С 26 марта 1954 года по 9 июля 1955 года Лиллехай и его команда выполнили 45 операций (в том числе впервые выполнив коррекцию атрио-вентрикулярной коммуникации и радикальную коррекцию Тетрады Фалло). Спустя 30 лет 17 человек были живы и чувствовали себя прекрасно.
Richard A. DeWall и Уолтон Лиллехай в 1955 году ввели в использование пузырьковые оксигенаторы DeWall—Lillehei, которые были стандартом экстракорпорального кровообращения вплоть до конца 70-х годов. В 1957 году Earl Bakken (один из основателей компании Medtronic) и Лиллехай впервые в мире продемонстрировали транзисторный электрокардиостимулятор, который использовали в клинической практике. Доктору Лиллехаю принадлежит первенство в использовании гемодилюции и умеренной гипотермии в открытых операциях на сердце; он автор концепции сохранения хорд задней створки при протезировании митрального клапана.
К. У. Лиллехай являлся одним из разработчиков 4 моделей протезов клапанов сердца человека, в том числе модели Lillehei—Kaster и наиболее имплантируемого в мире клапана St. Jude Medical.
В 1969 году профессор Лиллехай впервые в мире выполнил трансплантацию комплекса сердце-лёгкие. За свою трудовую деятельность Уолтон Лиллехай написал сотни научных работ, большая часть из которых были пионерскими, он подготовил более 1000 кардиоторакальных хирургов по всему миру (в том числе основателя трансплантологии Нормана Шамвэя и первого хирурга, пересадившего сердце, Кристиана Барнарда).

## Награды
- 1944 год Бронзовая звезда за организацию помощи в армейском медицинском корпусе
- 1955 год Премия Ласкера за исследования в области медицины (совместно с докторами Varco, Cohen и Warden)
- 1957 год Hektoen Gold Medal Американской медицинской ассоциации
- 1966-67 годы Президент Американской коллегии кардиологов
- 1986 год Номенант на Нобелевскую премию в медицине (первая из семи номинаций в период с 1986-98 годы)
- 1993 год Minnesota Inventors Hall of Fame
- 1996 год Премия Харви в науке и технологиях